# Caso Eldred contra Ashcroft
El caso Eldred contra Ashcroft es un litigio sobre Derecho constitucional que tuvo lugar en Estados Unidos en el año 2003, y en el que se valoró la constitucionalidad de la Ley de Extensión de la Duración del Copyright (CTEA, por sus siglas en inglés), promulgada en 1998. Tras varias instancias judiciales, el caso llegó hasta la Corte Suprema de los Estados Unidos, que estimó que la ley era constitucional en una decisión con siete votos a favor y dos en contra.